# Chenethapi
Chenethapi ist der Name einer frühägyptischen Königin der 1. Dynastie. Sie ist zeitgenössisch nicht belegt, sondern erscheint bislang nur einmalig in einem zeitlich späteren Dokument.
Chenethapi gehört zu den wenigen Königinnen, die auf dem Kairostein namentlich erhalten sind. Sie wird dort als Mutter des Königs (Pharao) Djer ausgewiesen, weitere Titel fehlen. Wer ihr Gemahl war, kann nur vermutet werden. Als ein möglicher Kandidat kommt ein König namens Teti I. in Betracht, welcher gemäß Turiner Königspapyrus und in der Königsliste von Abydos direkter Vorgänger von Djer war und nur 1 Jahr und 45 Tage regierte. Ihr Name, der übersetzt „Musikantin des (Gottes) Apis“ bedeutet, könnte auf eine wichtige religiös-kultische Funktion in ihrer genealogischen Rolle hinweisen, was an den in späterer Zeit eingeführten Titel des Königs als „Stier seiner Mutter“ erinnert.